# Восход (мотоцикл)

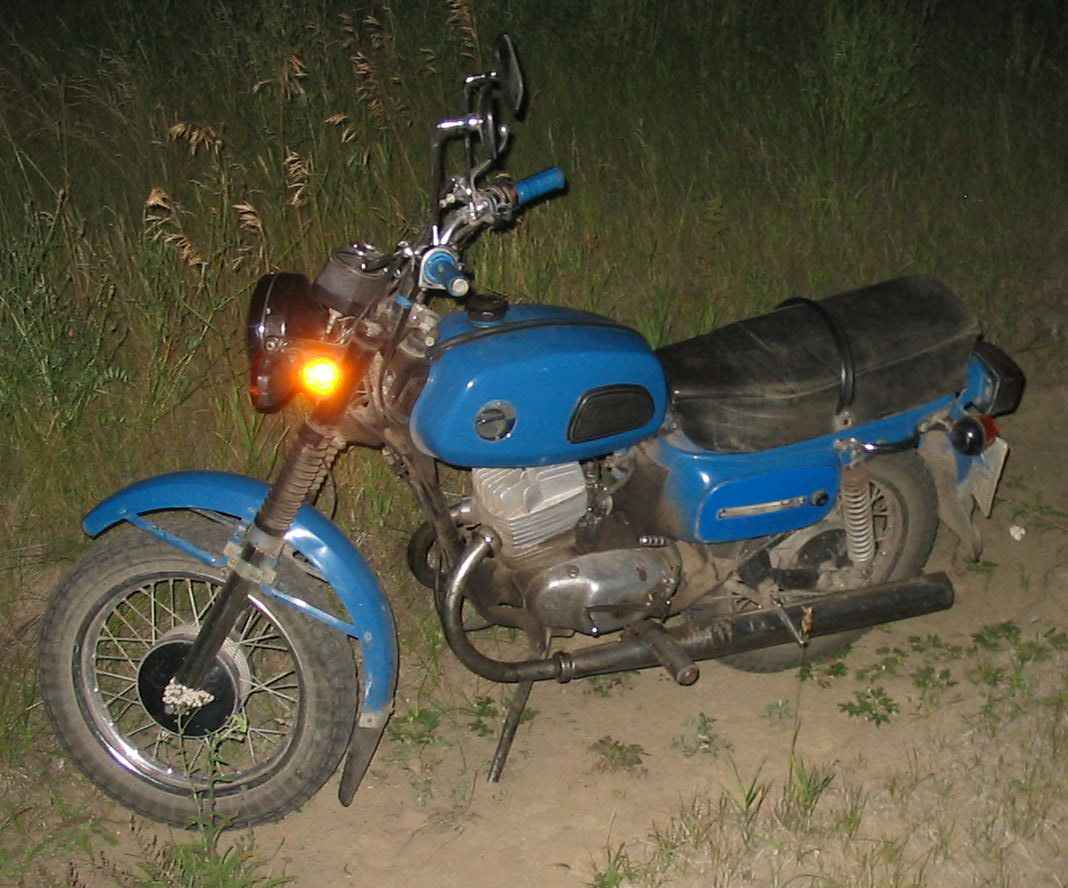
Мотоцикл «Восход-3М»

Восход - марка дорожніх мотоциклів, виробництва Заводу імені Дегтярьова (ЗІД). Є подальшим розвитком серії «К-175» («Ковровець») випускався з 1957 р. по 1965 р.
Всі мотоцикли Восход мали одноциліндровий двотактний двигун повітряного охолодження робочим об'ємом 173,7 см3 (діаметр циліндра 61,72 мм, хід поршня 58 мм).

## Випущені моделі
- Восход (1965 -? рр..) - Мотоцикл мав одноциліндровий двотактний двигун, двоканальну петлеву продувку за патентом Шнюрле, чотириступінчасту коробку передач. На відміну від попередника (мотоцикл К-175В), потужність двигуна збільшена до 10 к.с. (при 5200-5400 об/хв), крутний момент до 14 Н * м (при 5100 об/хв), контактна запалювання, генератор Г-411, змінена форма бензобака, з'явився багажник і наколінні щитки. Максимальна швидкість 90 км/год, суха маса 110 кг.
- Восход-2 (? -1977 рр..) - Від свого попередника відрізнявся технічними рішеннями, спрямованими на підвищення експлуатаційних якостей, надійності та зовнішнього вигляду. У 1976 році «Восход-2» був модернізований. Модернізований «Восход-2» зовні відрізнявся від попередника заднім ліхтарем, глушниками нової форми. Застосовані нові прилади світлової сигналізації, електронна безконтактна система запалювання, новий глушник. Потужність двигуна склала 10,5 к.с. (При 5400 об / хв), крутний момент 15 Нм (при 5200 об / хв). Максимальна швидкість 95 км / год, суха маса 112 кг.
- Восход-2М (1977 -1980 рр..)(в народі мав прізвисько "восход2М трохи їдем -трохи йдем") - Підвищено потужність двигуна до 14 к.с. при 5500-5800 об/хв (зберігши колишній робочий об'єм 173,7 см3) і максимальний обертовий момент до 1,6 кгс · м (16 Нм) при 5600 об/хв за рахунок зміни конфігурації каналів в картері і циліндрі і нової головки циліндра (ступінь стиснення збільшена до 9,2). Модернізований двигун розраховувався на високооктановий бензин АІ-93, але міг працювати і на А-76. Змінена передня вилка: збільшений діаметр труб і вдосконалені амортизатори, хід вилки збільшився на 20 мм і склав 160 мм. Максимальна швидкість 105 км/год, суха маса 121 кг.
- Восход-3 (1979 -1983) - Від свого попередника відрізняється іншим бензобаком (вміщує на 2 літри палива більше), системою впускання, задніми амортизаторами із збільшеною енергоємністю (розташовані під кутом 12° до вертикалі, забезпечують колесу хід 105 мм). Застосовані модернізовані гальма (збільшений з 125 до 160 мм діаметр гальмівних барабанів), колеса, генератор Г-427 (номінальну напругу 7В), покращено сідло. Максимальна швидкість 105 км/год, суха маса 125 кг.
- Восход-3М (1983-1993)[1] - Ребра циліндра мають збільшену поверхню охолодження. Деякі мотори комплектувалися карбюраторами Чехословацької виробництва. Встановлено 12-вольтової електрообладнання, фара ФГ-137Б з розсіювачем типу «європейський промінь», новий задній ліхтар з бічними відбивачами. Над фарою встановлений блок контрольних приладів в пластиковому виконанні: замок запалювання, спідометр, контрольні лампи покажчиків поворотів, ближнього і дальнього світла. Крім того було встановлено протиугінний замок. Передні амортизатори отримали гумові гофровані чохли. «Восход-ЗМ» забезпечувався індикатором зносу накладок в гальмах обох коліс. Мотоцикл отримав новий профільований щиток переднього колеса, важіль кікстартера з відкидною педаллю взамін цільної, відкидні підніжки водія, два дзеркала заднього виду. Максимальна швидкість 105 км/год, суха маса 122 кг. На базі цієї моделі було організовано виробництво трицикл «Восход-3М Кроха» кузов мав вантажопід'ємність 200 кг. Швидкість 80 км/год, задній редуктор запозичений від моторолера «Мураха»
- Восход-3М-турист (1985 -? рр..) - Мотоцикл отримав нове кермо спортивного типу з перемичкою, дуги безпеки, два дзеркала заднього виду, туристичне обладнання (задній багажник з бічними секціями, бічні сумки зі штучної шкіри, сумка-планшет на паливному баку). На мотоциклі нові написи на баку і кришках інструментальних ящиків, наклейки виконані з лавсанової плівки [2] Максимальна швидкість 105 км/год, суха маса 125 кг.
- Восход-3М-01 (1989 -? рр..) - На стару ходову частину був встановлений новий двигун з пелюстковим клапаном. Модернізований двигун відрізнявся циліндром з п'ятиканальної продувкою і одним випускним вікном (у моделі «Схід-ЗМ» каналів два). Пелюстковий клапан на впуску знизив витрату палива до 4,2 л/100 км. Потужність зросла до 15 к.с. при 6000 об/хв., максимальний крутний момент до 17 Нм при 5500 об/хв. У двигуні один глушник. Кермо мотоцикла став ширше, отримав перемичку. Спідниця у поршня збільшена.

Наступні модернізації серії «Восход» отримали нову назву «Сова» та «Кур'єр»